# František Vávra
František Vávra (16. listopadu 1889 Straňany – 1. října 1980) byl československý legionář, protinacistický odbojář a brigádní generál.

## Život a působení
Narodil se ve Straňanech. Po úspěšném ukončení studia na reálném gymnáziu v Českých Budějovicích pracoval jako úředník berní správy.

### 1. světová válka
V 1. světové válce dělal velitele čety u 45. pěšího pluku rakousko–uherské armády. V březnu 1915 byl na ruské frontě zajat a v srpnu 1917 vstoupil do československých legií, kde se stal velitelem roty 8. střeleckého pluku. Při bojovém střetu s bolševiky byl na transsibiřské magistrále zraněn. Od února 1919 dělal evidenčního důstojníka na velitelstvích posádek v Charbinu a ve Vladivostoku, kde byl jmenován kapitánem pěchoty.

### Meziválečné období
Po příchodu do Československa pracoval v kanceláři československých legií a od listopadu 1922 dělal pobočníka velitele 17. pěšího pluku, poté (od dubna 1924) dělal velitele I. praporu tohoto pluku. V únoru 1926 byl jmenován do funkce zástupce velitele 1. pěšího pluku v Českých Budějovicích a od února 1934 se stal velitelem tohoto pluku. Od října 1937 dělal v hodnosti plukovníka velitele 1. motorizované brigády v Praze.

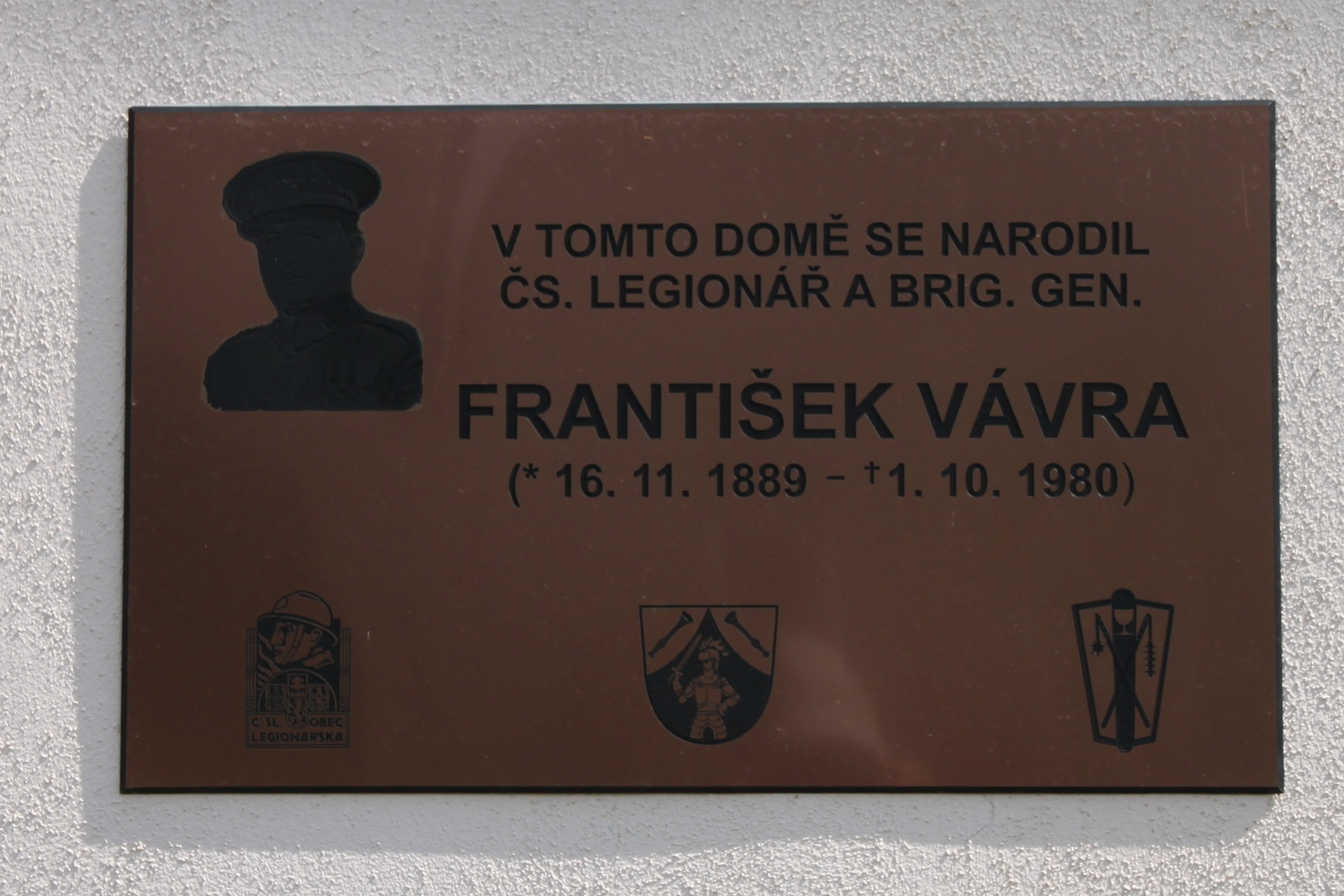
Pamětní deska ve Straňanech

### 2. světová válka
V období protektorátu byl propuštěn z armády (v září 1939), odstěhoval se do Nedabyle, kde manželka zdědila usedlost, a začal spolupracovat s protinacistickým odbojem. V období od srpna do listopadu 1939 dělal velitele jihočeské skupiny vojenské protinacisticky zaměřené odbojové organizace – Obrany národa, potom se této funkce zřekl. Dvakrát byl zatčen. Rok a půl byl vězněn v samovazbě v Českých Budějovicích a v Německu; pro nedostatek důkazů byl propuštěn. Od prosince 1944 se stal čelným představitelem protinacistického odboje v Českých Budějovicích, v roce 1945 pak velitelem skupiny Jihočeská vojenská oblast.  Dne 5. května 1945 okolo 17. hodiny pronesl spolu s Rudolfem Burešem z okna radnice projev k českobudějovickým občanům. Před příchodem spojeneckých armád se zúčastnil jednání s německým vojenským velitelem města generálem von Runge.

### Poválečné období
Inicioval setkání amerických a sovětských generálů dne 11. května 1945 v Kamenném Újezdu, na kterém se upřesňoval průběh demarkační linie. Byl jmenován velitelem 5. divize, v říjnu 1945 byl povýšen na brigádního generála. Od března 1946 velel 4. armádnímu sboru. V prosinci 1947 byl poslán na dovolenou a v dubnu 1948 byl předčasně penzionován. V letech 1951 až 1966 působil jako účetní v Jednotném zemědělském družstvu Nedabyle. Zemřel v roce 1980 a je pohřben na hřbitově sv. Otýlie v Českých Budějovicích.

## Vyznamenání
- Československý válečný kříž, za účast v 1. světové válce
- Československý válečný kříž, za účast v 2. světové válce

## Uctění památky
- Pěší rota aktivních záloh České Budějovice obdržela v roce 2015 čestný název Pěší rota brigádního generála Františka Vávry.[6]
- Dne 16. listopadu 2019 byla ve Straňanech na rodném domě Františka Vávry odhalena pamětní deska.[7]